# Santana do Piauí
Santana do Piauí é um município brasileiro do estado do Piauí. Localiza-se a uma latitude 06º56'52" sul e a uma longitude 41º31'07" oeste, estando a uma altitude de 0 metros. Sua população estimada em 2021 era de 4.650 habitantes.
Possui uma área de 155,76 km². É interligada ao município de Picos (polo econômico da região) através da Rodovia deputado Sá Urtiga , que foi inaugurada em 18 de dezembro de 2007.